# Knud Riepen

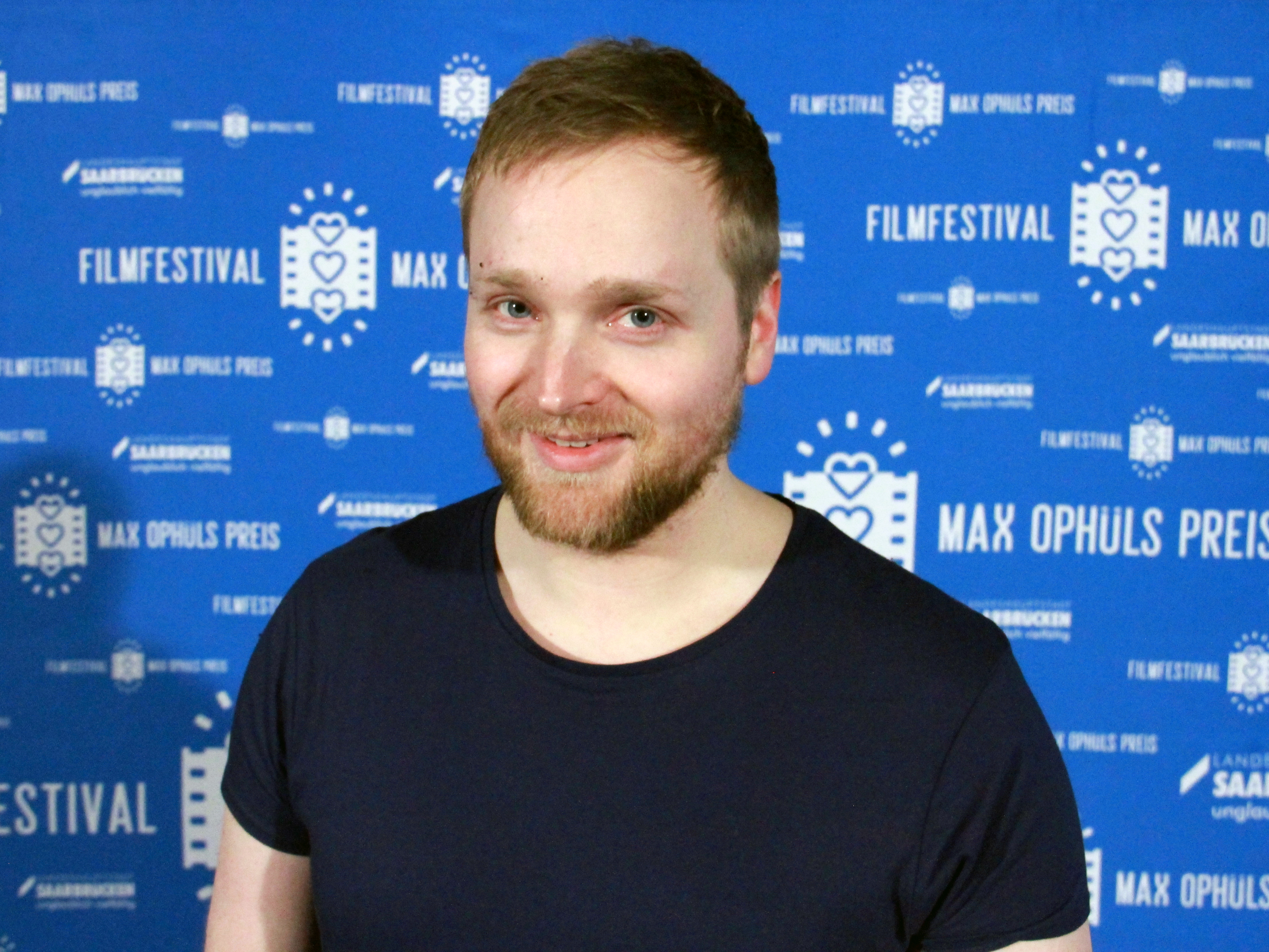
Knud Riepen auf dem Max Ophüls Filmfestival 2015

Knud Riepen (* 18. Januar 1981 in Hamburg) ist ein deutscher Schauspieler.

## Leben
Knud Riepen absolvierte eine schauspielerische Ausbildung von 2002 bis 2005 beim Bühnenstudio der Darstellenden Künste in Hamburg. Er spricht neben Deutsch auch Englisch und als Dialekt Hamburgerisch, Berlinerisch und Norddeutsch.
Seit 2005 arbeitet er in verschiedenen Fernseh- und Kinoproduktionen. Einem größeren Publikum wurde er durch sein Mitwirken in den ARD-Telenovelas Rote Rosen (Jacob Burmeister) und Das Geheimnis meines Vaters (Helge Blechschmidt) bekannt. Im Hamburger Sprechwerk stand er 2007 bereits bei Romeo und Julia auf der Bühne. 2013 spielte er eine durchgehende Rolle in der ARD-Serie Heiter bis tödlich: Zwischen den Zeilen als Polizist Jan Bollmann. In der finalen Staffel von Danni Lowinski war er als Dannis spießiger Nachbar Thomas zu sehen. 2017 wurde der 99-sekündige Kurzfilm Glücklich, in dem er die Hauptrolle spielt, mit dem 99FireFilms Award ausgezeichnet. 2018 spielte er den mysteriösen Inselpolizisten Niklas im Fernsehfilm Stubbe – Von Fall zu Fall – Tod auf der Insel. Als Surflehrer Jochen Poulsen war er im Ensemble der ZDF-Herzkino-Reihe Ella Schön zu sehen. Im Traumschiff – Schweden spielte er den schwedischen Touristenführer Björn Gustavson. Er war bei weiteren Produktionen wie Wir sind dann wohl die Angehörigen beteiligt.
Riepen produziert zudem eigene Spielfilme, wie den amerikanischen Thriller Heritage oder das Drama Kartenhaus. Er schreibt Drehbücher und entwickelt eigene Formate. 
Knud Riepen wohnt in Berlin und ist mit Gisa Flake liiert.

## Filmografie
- 2005: Die Frau am Ende der Straße
- 2005: Knospen wollen explodieren
- 2006: Natürliche Bedürfnisse
- 2006: Das Geheimnis meines Vaters (17 Episoden)
- 2006: Tatort – Schattenspiele
- 2007: Notruf Hafenkante – Zeugnistag
- 2007: Großstadtrevier – Nur wegen Dir
- 2007: Die Rettungsflieger –  Kabale und Liebe
- 2007: Da kommt Kalle – Unfallgefahr
- 2007–2008: Rote Rosen
- 2009: Tatort – Borowski und die heile Welt
- 2009: Flemming – Das Blut der Liebe
- 2009: Stubbe – Von Fall zu Fall – In den Nebel
- 2010: Schenk mir dein Herz
- 2010: Emmas Chatroom (Episode #1.7)
- 2011: Neue Nähe
- 2011: Heiter bis tödlich: Nordisch herb – Sündiges Husum
- 2012: SOKO Leipzig – Ans Messer geliefert
- 2012: online – meine Tochter in Gefahr
- 2013: Heiter bis tödlich: Zwischen den Zeilen (16 Episoden)
- 2013: Küstenwache – Die Kapitänin
- 2013, 2024: In aller Freundschaft – Der Tag, der alles ändert, Blick nach vorne
- 2013, 2023: SOKO Leipzig – Letzter Wille, Family Business
- 2014: Danni Lowinski
- 2016: Comedy Rocket
- 2018: Friesland – Schmutzige Deals
- 2018: In aller Freundschaft – Die jungen Ärzte – Drum prüfe sich…
- 2018: Fischer sucht Frau
- 2019: Notruf Hafenkante – Alleycat
- 2019, 2023: SOKO Köln – Benni, Unter Schafen
- 2019: SOKO Stuttgart – Vermächtnis
- 2021: Hubert ohne Staller – Die letzte Reise
- 2021: Ella Schön – Familienband
- 2021: Das Traumschiff – Schweden
- 2022: Die Heiland – Wir sind Anwalt – Täter, Opfer, Mieter
- 2022: Ella Schön – Das Glück der Erde
- 2022: Ella Schön – Freischwimmer
- 2022: Wir sind dann wohl die Angehörigen
- 2023: SOKO Hamburg – Die letzte Beichte
- 2023: Familie Anders: Willkommen im Nest
- 2024: WaPo Berlin – Neue Feinde alte Kähne
- 2024: Neuer Wind im Alten Land: Gestrandet
- 2024: Bettys Diagnose – Kampfgeist
- 2025: WaPo Elbe – Tödliches Klima

## Theaterrollen
- 2004: Der König stirbt (Theatersaal Bugenhagen, Regie: Torsten Diehl)
- 2004: Silenzio (Zisa – Palermo, Regie: Anke Zimmermann)
- 2005: Romeo & Julia (Sprechwerk, Regie: Torsten Diehl)
- 2006: Die Übersetzung des Herzens (Malersaal -Deutsches Schauspielhaus Hamburg, Regie: Michael Müller)